# 鴨池彩乃
鴨池 彩乃（かもいけ あやの、1989年10月22日 - ）は、日本のプロデューサー、タレント、声優、司会者。大阪府出身。CDCプロダクション所属。大阪女学院中学校・高等学校、同志社女子大学卒業。

## 略歴
2010年10月3日、中学からの友人とインディーズアイドルユニット「COLORFUL NEO」を結成し、ライブ活動・オーディションに精力的に取り組んだ。事務所所属や特別なレッスンを受けることはなく個人で活動し、独自の世界観を作り上げる。
2010年12月19日、関西のミスコンテスト・プリンセス関西（プリカン）最終選考で特別賞とPV賞をダブル受賞した。
2011年4月12日放送の『ミリオンの扉』アイドル声優オーディションで第二次審査まで残り、同年8月6日放送の『まじっく快斗』のアフレコに参加する機会が与えられ、出演を果たした。
その他、『女子ラボTV』のアシスタントやプリカンイベントの司会を務め、それを機に関西のみならず全国でトークショー司会、イベントMCとして活躍。歌手としてライブ活動も行う。2013年からミスコンテスト『シンデレラドリームズコレクション』の司会を毎年務めている。
2012年10月7日、10171組が参加した第6回全日本アニソングランプリで視聴者が選ぶWEB投票1位に選ばれ、大阪代表として決勝大会に出場。ファイナルステージまで駒を進めた。
2013年3月2日、第7回声優アワード 新人発掘オーディションにて、歴代最多9社の声優事務所から指名を獲得し、同年4月1日より同人舎（現：アル・シェア）所属となる。
2014年2月25日、DeNA配信動画サービス　SHOWROOMにてリアルタイム放送『かもちゃんねる』の配信開始。3月26日、2013年に入籍し、2014年春に出産予定であることをブログで報告。
2015年5月1日、同人舎を退所し、フリーで活動することをブログにて報告。同時にミスコンテスト『シンデレラドリームズコレクション』の総合プロデューサーであることを報告。
「自立した、輝く女性の輩出」をテーマに、イベントプロデューサーのみでなく講師、コンサルタントと幅広く活躍し自営業を営む。
2016年6月1日、芸能プロダクション「CDCプロダクション」を設立し、自らも声優として所属。芸能活動を本格的に再開する。6月15日より配信動画サービス　SHOWROOMにてリアルタイム放送『AYANO姫のお戯れROOM』の配信開始。
トークを武器に人気を博し、2017年、全配信者(声優枠)から1名が選ばれるSHOWROOM AWARD2017声優特別賞を受賞。
2018年1月、第二子を授かり、夏に出産予定であることを報告。産休に入り、同年7月に無事出産、10月に芸能活動を再開。声のみでなく、地上波CMやイメージガール等本人が映像に出演し、さらに活動の幅を広げている。
2019年10月、第一線から退き、プロデュース業に専念すると発表。同年11月自身初のプロデュースアイドルグループ「キミのガールフレンド」がデビュー。デビュー前から音楽サイトに特集記事が組まれ、1周年を前に日本最大級のアイドルフェス『TOKYO IDOL FESTIVAL2020』に出演を果たした。
2021年2月、「キミのガールフレンド」がメジャーデビュー。デビューシングル「恋するMerry go round」がテレビ朝日「オスカルイーツ」のEDに起用される。
同年3月、プロデュース二組目となる「おちゃメンタル☆パーティー」がデビュー。デビュー4ヵ月で『TOKYO IDOL FESTIVAL2021』に出演を果たした。

## 人物
家族想いで、大の子供好き。
学生時代、飲食店のオーナー兼店長を務めていた。
自他ともに認めるオタクで、アニメ好き。

## 出演

### テレビ番組
- 女子ラボTV（京都放送、テレビ和歌山）
- 女子ラボリューション（テレビ大阪）
- メイドインカンサイ（関西テレビ）
- チュートリアル×ブラックマヨネーズ　天下取り宣言2011（関西テレビ）
- ミリオンの扉（読売テレビ）
- 雨上がりのやまとナゼ?しこ（朝日放送）
- 歴史街道 ガラシャと呼ばれた人
- 全日本アニソングランプリ（アニマックス）

### テレビアニメ
- まじっく快斗（2011年、女子生徒）

### ゲーム
- 逆転オセロニア（2017年、ネウ）
- 戦国アスカ零（2017年、吉田長利）
- ミトラスフィア -MITRASPHERE-（2017年、なりきりボイス）
- ヘルプ!!!恋が丘学園おたすけ部（2017年、楠保奈美)
- マーダーメイデン（2019年、黄月林）

### CM
- スマホアプリゲーム「幻獣契約クリプトラクト」CMモデル（2017年）
- 配信アプリ「SHOWROOM」地上波TVCM（2019年）
- 配信アプリ「SHOWROOM」動画CMモデル（2019年、心斎橋OPA大型ビジョンで放映）

### イメージガール
- 上等カレー 秋葉原・神田・飯田橋店
- ばんから担々麺 新宿歌舞伎町店
- ドン・キホーテ ハロウィン親善大使 秋葉原店
- Melon de melon 東京都内6店舗（店内アナウンスも兼任）

### 雑誌
- カジカジ
- De☆View
- あきかる特集

### ラジオ
- 超!A&G+
- ソラトニワ梅田 OtAPoPwoRLd Z

### Vシネマ
- 影の交渉人III ナニワ人情列伝（ウェイトレス）

### 舞台
- 裏切り者に花束を（まお）
- こちら崖っぷち芸能社 如月吾郎事務所（西野奈々）